# Temporada de furacões no Pacífico de 2015
A temporada de furacões do Pacífico de 2015 é a segunda temporada de furacões do Pacífico mais ativa já registada, com 26 tempestades nomeadas, apenas atrás da temporada de 1992. Um recorde de 16 dessas tempestades se tornou furacões, e um recorde de 11 tempestades se intensificou ainda mais em grandes furacões ao longo da temporada. O Pacífico Central, a porção do Nordeste do Oceano Pacífico entre a Linha Internacional de Data e o 140º meridiano oeste, teve seu ano mais ativo já registado, com 16 ciclones tropicais se formando ou entrando na bacia. Além disso, a temporada foi a terceira temporada mais ativa em termos de energia acumulada de ciclones, acumulando um total de 287 unidades. A temporada começou oficialmente em 15 de maio no Pacífico Oriental e em 1 de julho no Pacífico Central; ambos terminaram em 30 de novembro Essas datas delimitam convencionalmente o período de cada ano em que a maioria dos ciclones tropicais se forma na bacia do Nordeste do Pacífico. Porém, a formação de ciclones tropicais é possível em qualquer época do ano. Isso foi mostrado quando uma depressão tropical se formou em 31 de dezembro. A atividade acima da média durante a temporada foi atribuída em parte ao forte evento El Niño de 2014–16.
A temporada destacou várias tempestades de longo curso e poderosas, embora os impactos sobre a terra fossem frequentemente mínimos. Em junho, o furacão Blanca, uma categoria de início de temporada 4 furacão, matou quatro pessoas devido ao mar agitado. O furacão Carlos causou danos menores ao passar uma curta distância ao largo da costa do México. Em julho, os remanescentes do furacão Dolores trouxeram chuvas recorde para o sul da Califórnia, matando um e causando perdas de mais de US$ 50 milhão. Em 29 de agosto, três categorias 4 furacões (Kilo, Ignacio, Jimena) foram todos ativos simultaneamente no Pacífico leste da Linha Internacional de Data pela primeira vez na história registada. Em setembro, a humidade do furacão Linda contribuiu para tempestades que mataram 21 pessoas em Utah. Mais tarde naquele mês, o furacão Marty infligiu US $ 30 milhões em danos à costa sudoeste do México. Em outubro, o furacão Patricia se tornou o furacão mais intenso já registado no Hemisfério Ocidental, com uma pressão central de 872 mbar ( hPa ; 25,75 inHg ) e ventos sustentados de 1 minuto de 215 mph (345 km/h ). Depois de também se tornar o furacão mais forte já registado no Pacífico, Patricia reivindicou 13 vive e foi responsável por $ 463 milhões em danos. A atividade da temporada continuou em novembro, quando o furacão Sandra se tornou o furacão mais forte do Pacífico já registado naquele mês. Danos em toda a bacia alcançaram $ 566 milhões (2015 USD ), enquanto 45 pessoas foram mortas pelas várias tempestades.

## Previsões sazonais
| Recorde                  | Recorde                  | Tempestades nomeadas | Furacões | Furacões maiores | Ref   |
| ------------------------ | ------------------------ | -------------------- | -------- | ---------------- | ----- |
| Média (1981–2010):       | Média (1981–2010):       | 15.4                 | 7.6      | 3.2              | [ 1 ] |
| Atividade recorde alta:  | Atividade recorde alta:  | 1992: 27             | 2015: 16 | 2015: 11         | [ 2 ] |
| Atividade recorde baixa: | Atividade recorde baixa: | 2010: 8              | 2010: 3  | 2003: 0          | [ 2 ] |
| Data                     | Fonte                    | Tempestades nomeadas | Furacões | Furacões maiores | Ref   |
| abril 10, 2015           | SMN                      | 19                   | 11       | 4                | [ 3 ] |
| maio 27, 2015            | CPC                      | 15–22                | 7–12     | 5–8              | [ 4 ] |
|                          | Área                     | Tempestades nomeadas | Furacões | Furacões maiores | Ref   |
| Atividade atual:         | EPAC                     | 18                   | 13       | 10               |       |
| Atividade atual:         | CPAC                     | 8                    | 3        | 1                |       |
| Atividade atual:         | Atividade atual:         | 26                   | 16       | 11               |       |

Em abril 10 de 2015, o Servicio Meteorológico Nacional (SMN) divulgou sua primeira previsão para a temporada de furacões no Pacífico, prevendo 19 tempestades nomeadas, 11 furacões e 4 grandes furacões. A organização listou um conjunto de estações com condições atmosféricas e oceânicas semelhantes, incluindo 1982, 1986, 1991, 1994, 2002 e 2014. Em 27 de maio, o Centro de Previsão do Clima (CPC) da Administração Oceânica e Atmosférica Nacional divulgou sua previsão para o ano, destacando uma chance de 70% de uma temporada acima da média com 15–22 tempestades nomeadas, 7–12 furacões, 5–8 grandes furacões e uma faixa de índice de energia ciclônica acumulada (ACE) de 110–190% da mediana. Embora ambas as organizações tenham citado a intensificação do El Niño como causa do aumento da atividade, o CPC também destacou a diferença nos padrões globais de temperatura da superfície do mar em 2015 em relação ao período de 1995-2014. A temporada acabou excedendo todas essas previsões com 26 tempestades nomeadas, 16 furacões, 11 grandes furacões e um índice ACE em mais de 200% da mediana.

## Resumo sazonal

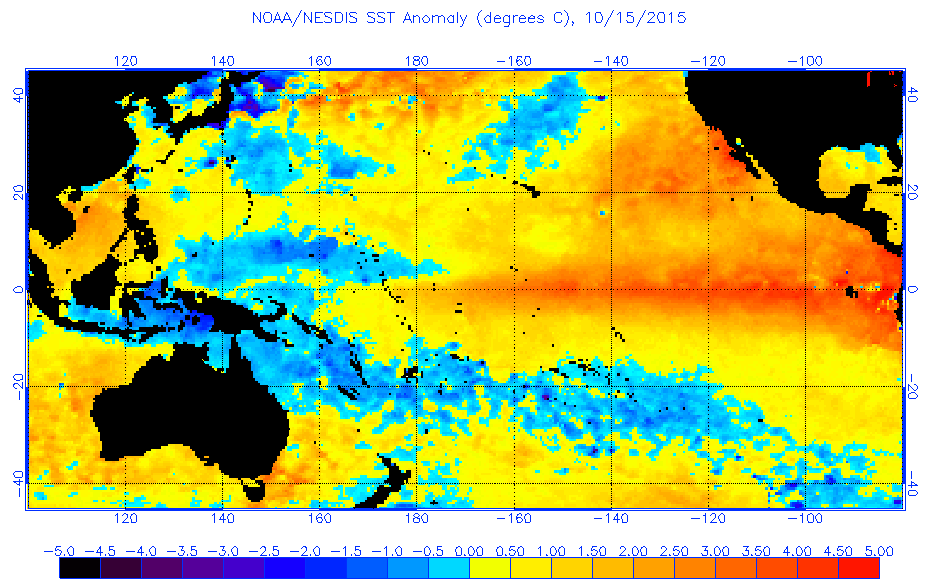
Mapa de anomalias da temperatura da superfície do mar (SST) no Oceano Pacífico em 15 de outubro, mostrando SSTs bem acima do normal a leste da Linha de Data Internacional (180 °)

O índice de energia ciclônica acumulada (ACE) para a temporada foi de 160,4225 unidades no Pacífico Oriental e 126.535 unidades no Pacífico Central. O ACE total para a bacia do Nordeste do Pacífico em 2015 foi de 286,9575 unidades.[nota 3] ACE é uma medida aproximada da energia gerada por um ciclone tropical ou subtropical ao longo de sua vida útil e é calculada a cada seis horas quando o ciclone tropical sustentou velocidades de vento de pelo menos 63 km/h (39 mph). Portanto, ciclones tropicais mais intensos e de vida mais longa irão gerar mais ACE, enquanto as depressões tropicais são excluídas dos cálculos ACE.
No geral, 31 formaram-se ciclones tropicais, dos quais 26 atingiram a intensidade da tempestade tropical e foram nomeados. Um total de 16 dessas tempestades se tornaram furacões, e um recorde de 11 se tornaram grandes furacões. [nota 1] Esses valores tornam a temporada de 2015 a segunda mais ativa já registada.  O Pacífico Central, enquanto isso, teve seu ano mais ativo já registado, com 16 ciclones tropicais se formando ou entrando na bacia, ultrapassando facilmente o antigo recorde de 11 estabelecido em 1992 e 1994. A temporada começou oficialmente em 15 de maio no Pacífico Oriental e em 1 de julho no Pacífico Central; a temporada terminou oficialmente em 30 de novembro, embora uma depressão tropical se tenha formado bem depois disso em 31 de dezembro. Os níveis de atividade bem acima da média foram em grande parte atribuídos ao forte evento El Niño de 2014–16, que trouxe temperaturas anormalmente altas da superfície do mar e baixo cisalhamento vertical do vento para as partes ocidentais da bacia. Na verdade, para a região entre o 116º meridiano oeste e a Linha Internacional de Data, as temperaturas da superfície do mar de julho a outubro foram 28 °C (82 °F), o valor mais alto registado desde que os registos de dados confiáveis começaram em 1979.  Em torno do Havaí, as temperaturas da superfície do mar eram de 0,9 ° C (1,6 ° F) mais alto do que em qualquer ponto durante os últimos 60 anos. O cisalhamento do vento na região também foi o mais baixo registado durante esse período. A existência de uma grande região de ar ascendente sobre a bacia durante grande parte da temporada, uma característica típica dos eventos El Niño, facilitou ainda mais o desenvolvimento e a intensificação dos numerosos ciclones tropicais da temporada.

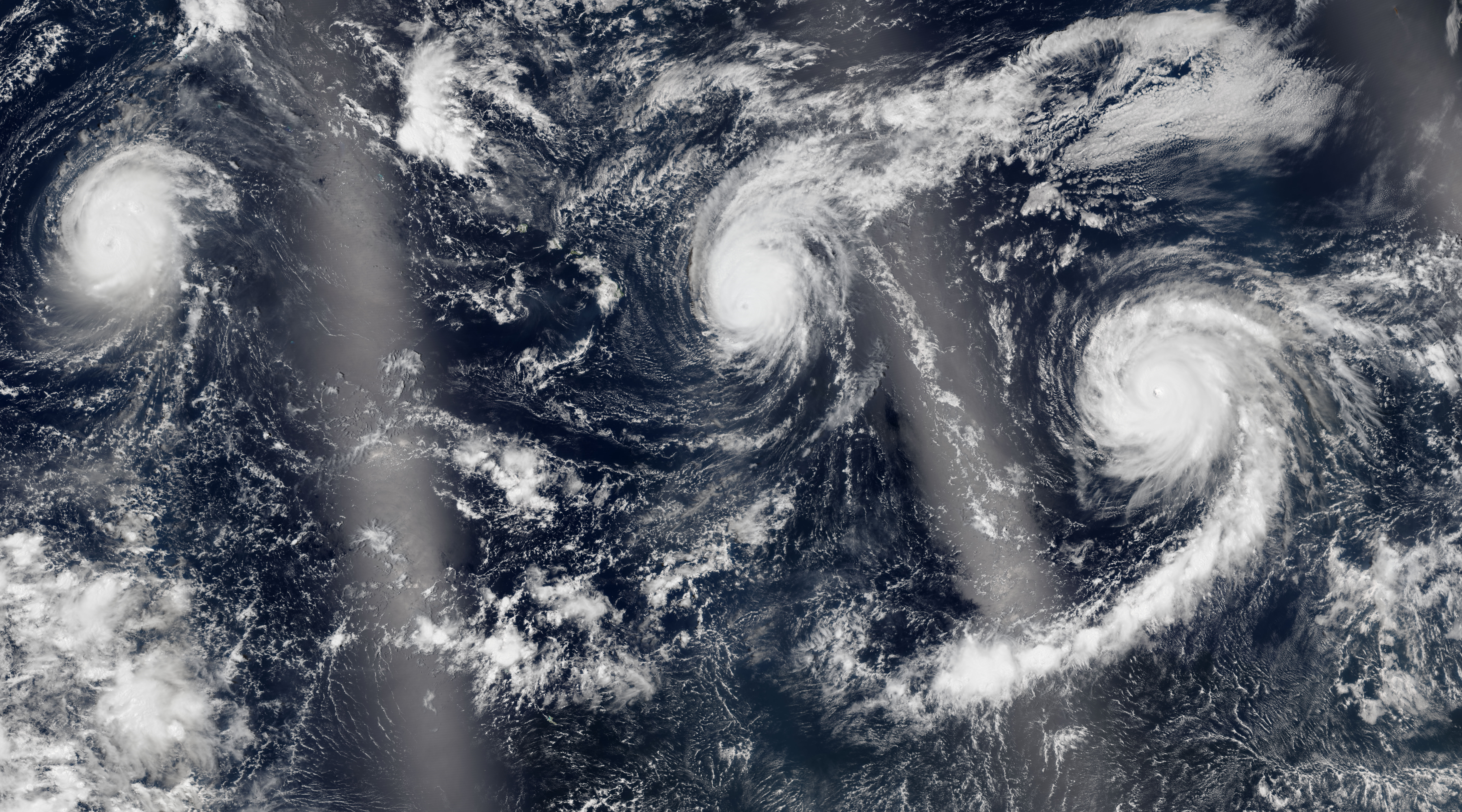
Furacões Kilo (à esquerda), Ignacio (centro) e Jimena (à direita), todos com grande intensidade de furacão, abrangendo as bacias do Pacífico Central e Oriental em 30 de agosto

A temporada começou com três furacões sucessivos, com Andres e Blanca alcançando a categoria 4 status. Em Junho 3, Blanca tornou-se o primeiro segundo furacão e o segundo grande furacão na bacia desde que os registos confiáveis começaram em 1971, e se tornou a primeira ocorrência de um landfall na Península de Baja California. Dez dias depois, Carlos se tornou o segundo terceiro furacão mais antigo já registado. Após cerca de um mês de inatividade, oito sistemas foram formados em julho, incluindo cinco de 8 de julho-12. Ela se tornou a primeira tempestade com nome a se formar no Pacífico Central dentro dos limites da temporada oficial e, junto com Iune e Halola, marcou o primeiro mês na era do satélite em que três ciclones tropicais foram observados no Pacífico Central. Mais seis sistemas foram formados em um mês de agosto ativo. No início de 30 de agosto, os furacões Kilo, Ignacio e Jimena intensificaram-se na furacão categoria 4. Esta foi a primeira vez no registo histórico que três ou mais grandes furacões existiram simultaneamente no Pacífico a leste da Linha Internacional de Data, e que dois ou mais grandes furacões existiram simultaneamente no Pacífico Central.
Setembro viu a formação de cinco sistemas, excluindo Kevin, que foi nomeado em setembro, mas formado em 31 de agosto. Três sistemas - Linda, Dezasseis-E e Marty - afetaram o México, com os dois primeiros também trazendo inundações para o sudoeste dos Estados Unidos. A inundação causada por Linda em Utah também foi a mais letal do estado.  Outubro viu outros cinco sistemas. Com a formação da Oho em 3 de outubro, o 2015 A temporada ultrapassou 1992 e 1994 como o ano mais ativo já registado no Pacífico Central. Durante 18 de outubro–19, Olaf tornou-se o furacão de formação mais meridional e o principal furacão do Pacífico Oriental. Olaf mais tarde se tornou o primeiro sistema registado a cruzar do Pacífico Oriental para o Pacífico Central e depois de volta para o Pacífico Oriental enquanto ainda era um ciclone tropical. Patricia se tornou o furacão mais forte da bacia em 23 de outubro quando sua pressão caiu para 892 mbar ( hPa ; 26,34 inHg ), quebrando o recorde anterior de 902 mbar (hPa; 26,64 inHg) estabelecido pelo furacão Linda, de 1997. Patricia posteriormente se tornou o ciclone tropical mais forte já registado no Hemisfério Ocidental em termos de pressão barométrica, com uma pressão central de 872 mbar (hPa; 25,75 inHg). Este valor também foi o segundo mais baixo globalmente, atrás do Typhoon Tip de 1979, que teve uma pressão central de 870 mbar (hPa; 25,69 inHg). Além disso, seus ventos máximos sustentados de 346 km/h (215 mph) foram os mais fortes já registados ou estimados com segurança em qualquer lugar do mundo. Patricia mais tarde se tornou o furacão mais forte do Pacífico a atingir o México após atingir Jalisco como uma categoria forte 4 furacões.
O mês seguinte empatou com o novembro mais ativo com o desenvolvimento de dois sistemas, Rick e Sandra. Sandra posteriormente fortaleceu-se em um grande furacão, elevando o total da temporada para um recorde de 11.  Seus ventos de pico de 240 km/h (150 mph) e pressão central mínima de 934 mbar (hPa; 27,58 inHg) ultrapassou o furacão Kenneth de 2011 como o mais forte furacão de novembro no Pacífico em termos de ventos sustentados e pressão central. Apesar do final oficial da temporada em 30 de novembro, condições anormalmente favoráveis no Pacífico Central deram origem à tempestade final da temporada, a Depressão Tropical Nove-C, que se formou em 31 de dezembro e se dissipou no final do mesmo dia. Isso marcou o último registo de uma temporada de furacões no Pacífico.

## Sistemas

### Furacão Andres
Em 23 de maio, o Centro Nacional de Furacões (NHC) começou a monitorar o potencial de ciclogênese tropical ao sul do México nos dias seguintes. Uma ampla área de baixa pressão se formou três dias depois, organizando-se continuamente para se tornar a Depressão Tropical Um-E às 06:00 UTC em 28 de maio.  Com um aumento na faixa espiral e uma nublada densa central em expansão, a depressão foi elevada à tempestade tropical Andrés seis horas depois. Direcionado para oeste-noroeste e, finalmente, noroeste por uma cordilheira subtropical sobre o México, o ciclone rapidamente se organizou e tornou-se um furacão em 29 de maio Um surto de intensificação viu Andres se fortalecer em uma categoria forte 2 furacão no dia seguinte. A tendência de intensificação de Andres se estabilizou depois disso devido a um ciclo de substituição da parede do olho e um breve aumento no cisalhamento do vento vertical, mas Andres ainda conseguiu alcançar o status de grande furacão no início de 31 de maio, tornando-se um dos cinco grandes furacões durante o mês de maio.  Embora as previsões não indicassem um fortalecimento adicional, Andres começou um período de rápido aprofundamento no dia seguinte conforme o cisalhamento do vento diminuía, intensificando-se em uma furacão categoria 4 às 00:00 UTC em 1 de julho Andres atingiu seu pico de intensidade seis horas depois, com ventos máximos sustentados de 233 km/h (145 mph) e uma pressão mínima de 937 mbar ( hPa ; 27,67 inHg ). Depois disso, o sistema moveu-se para oeste-noroeste sobre águas mais frias e para um ambiente mais estável, o que levou a uma tendência de enfraquecimento rápido. Andres caiu abaixo da força do furacão na manhã de 2 de julho, e enfraqueceu em uma tempestade tropical um dia depois. Mais enfraquecimento se seguiu à medida que a convecção ao redor do centro de Andrés se dissipou,  e o NHC declarou que Andrés era um ponto baixo remanescente em 4 de julho.
A humidade que se estende dos remanescentes de Andres trouxe chuvas leves para partes do sudoeste dos Estados Unidos, com Phoenix, Arizona, tendo precipitação mensurável em 5 de julho pela primeira vez desde que os registos começaram em 1896. Essa humidade se estendeu ainda mais para o Colorado, resultando em tempestades severas espalhadas.

### Furacão Blanca
Uma onda tropical monitorada pela primeira vez pelo NHC no final de 27 de maio gerou uma área fraca de baixa pressão bem ao sul de Acapulco, México, dois dias depois. Assolada por fortes ventos de nível superior do furacão Andres, a perturbação lentamente se organizou na segunda depressão tropical da estação às 12:00 UTC em 31 de maio e mais adiante na tempestade tropical Blanca no dia seguinte. Movendo-se pouco em um regime de direção fraca, o ciclone começou a se aprofundar rapidamente em 2 de julho conforme as condições no alto se tornavam mais favoráveis; após o aparecimento de um olho de alfinete, Blanca se tornou um grande furacão às 12:00 UTC em 3 de julho Pouco tempo depois, Blanca atingiu seu pico de intensidade como uma furacão categoria 4 com ventos de 233 km/h (145 mph) e uma pressão de 936 mbar (hPa; 27,64 inHg). Tremenda ressurgência de águas mais frias, com algumas áreas caindo de 30 to 21 °C (86 to 70 °F),  resultou em enfraquecimento no início de 4 de julho Um ciclo simultâneo de substituição da parede do olho estimulou ainda mais o enfraquecimento e a Blanca degradada para a categoria 1 status até 5 de julho. No dia seguinte, uma crista inconstante conduziu Blanca de volta ao noroeste sobre as águas quentes, permitindo que Blanca se reintensificasse rapidamente para um pico secundário de 210 km/h (130 mph). No entanto, enquanto Blanca rastreava os pólos, as águas abaixo do ciclone esfriaram novamente, gerando uma tendência de enfraquecimento rápido. Depois de enfraquecer para uma tempestade tropical em 7 de julho, Blanca atingiu a costa por volta das 12:00 UTC em 8 de julho, perto de Puerto Cortés com ventos de 72 km/h (45 mph),  e se tornou a primeira instância de um landfall na Península de Baja California desde que os registos começaram em 1949. Enfraquecendo rapidamente sobre a terra, Blanca degenerou para uma baixa remanescente em 9 de julho e se dissipou logo depois.
Em Junho 3, alertas preventivos foram levantados em todo o sul da Península da Baja California e grande parte do oeste do México, devido aos impactos potenciais do furacão. Um coletivo 3.300 tropas do Exército e da Marinha mexicanas foram enviadas para a Baja California Sur para garantir a segurança dos residentes. Embora Blanca tenha permanecido longe de Jalisco, grandes ondas e correntes de ar produzidos pelo furacão ceifaram quatro vidas. Em toda a Baja California Sur, ventos fortes derrubaram linhas de energia e deixaram 104.106 residentes sem eletricidade. No entanto, cerca de 90 por cento das interrupções foram corrigidas em 12 horas de tempestade. Os remanescentes de Blanca trouxeram mais tarde a tão necessária chuva a partes do sudoeste dos Estados Unidos. Os recordes diários de precipitação foram quebrados em várias áreas, embora as acumulações fossem geralmente inferiores a 25 mm (1 in). Algumas inundações ocorreram no condado de Santa Bárbara, na Califórnia. Inundações repentinas em Nevada inundaram casas e estradas, e também causaram pequenos danos ao paisagismo. No Novo México, fortes tempestades trouxeram granizo de até 1.75 in (4.4 cm) de diâmetro, e gerou um breve tornado EF0 perto da sede do Napi. Os danos em toda a Califórnia totalizaram $ 68.000, enquanto os danos em Nevada totalizaram $ 46.000. Os danos no Novo México chegaram a US $ 20.000. Além disso, em 10 de julho, parte da humidade de Blanca mudou para o norte e trouxe chuvas leves para a área da baía de São Francisco.

### Furacão Carlos
No início de junho, uma onda Kelvin interagiu com algumas ondas tropicais ao sul do México. O sistema gradualmente se organizou e foi designado como depressão tropical em junho. 10, embora situado a cerca de 470 km (290 mi) ao sul-sudeste de Puerto Escondido, Oaxaca. Movendo-se lentamente para noroeste, a depressão foi aprimorada ainda mais para a intensidade da tempestade tropical. Embora o cisalhamento persistente do vento e o ar seco tenham dificultado a intensificação no início, Carlos se tornou um furacão em 13 de junho, após passar para condições mais favoráveis. No entanto, o retorno do ar seco e a ressurgência causaram a deterioração da tempestade em uma tempestade tropical. Paralelamente à costa mexicana, Carlos recuperou a intensidade do furacão em 15 de junho e atingiu o pico com ventos sustentados de 140 km/h (90 mph) e uma pressão de 978 mbar (hPa; 28,88 inHg) no dia seguinte. O cisalhamento do vento e o ar seco fizeram com que Carlos enfraquecesse rapidamente, caindo para a intensidade da tempestade tropical em 17 de julho e degenerando em uma área remanescente de baixa pressão horas depois.
A formação de Carlos levou as autoridades costeiras a promulgar medidas cautelares nos estados considerados de risco. Em Guerrero, 507 abrigos foram abertos. O NHC também emitiu vários alertas e alertas de ciclones tropicais entre 11 de julho e 17 de julho de Jalisco a Guerrero. O mar agitado ao longo da costa gerado pelo furacão causou danos generalizados. Doze navios, incluindo um iate no valor de 11 milhões de pesos (US $ 717.000), afundado no porto de Playa Manzanillo. As ondas, junto com a chuva forte, infligiram pelo menos 5 milhões de pesos (US $ 326.000) de danos nas instalações costeiras de Michoacán.  Os fortes ventos produzidos pela tempestade que passava também derrubaram árvores, postes de energia e outdoors, especialmente em Acapulco. Lá, 16 casas foram varridas pelas ondas.

### Tempestade tropical Ela
Uma onda tropical cruzando o Pacífico Leste gerou uma área de baixa pressão em 3 de julho.  O sistema se organizou gradualmente em meio a cisalhamento de vento persistente e em 8 de julho, o sistema intensificou-se para a Depressão Tropical Quatro-E pouco antes de entrar na área de responsabilidade do Centro de Furacões do Pacífico Central (CPHC). Em 9 de julho, a depressão intensificou-se para uma tempestade tropical ao seguir para noroeste, e foi batizada de Ela pelo CPHC. Ela se intensificou ligeiramente para atingir seu pico de intensidade com ventos de 72 km/h (45 mph) e uma pressão de 1002 mbar (hPa; 29,59 inHg), no entanto, o forte cisalhamento do vento impediu que Ela se intensificasse ainda mais, removendo tempestades do centro de circulação e, eventualmente, fazendo com que enfraquecesse gradualmente. Ela foi rebaixada para uma depressão em 10 de julho, e não muito depois, declarou um remanescente baixo bem a leste das ilhas havaianas.
Ela é um dos sete ciclones tropicais que se formaram como uma depressão na bacia do Pacífico Oriental, mas que não recebeu seu nome até entrar no Pacífico Central; os outros são Lala, Li, Iniki e Lana e Akoni. Seria sucedido pelo furacão Ulika um ano depois. É também a quarta tempestade mais antiga a se formar durante o ano civil no Pacífico Central após Ekeka e Hali de 1992, assim como Pali de 2016.

### Tempestade tropical Halola
Uma construção de calha de monção em todo o Oceano Pacífico gerou uma grande circulação mal definida bem a sudoeste do Havaí em 3 de julho A circulação se organizou ligeiramente e começou a se desprender do vale das monções em 6 de julho, mas o desenvolvimento posterior foi interrompido por um tempo, pois um anticiclone de nível superior proporcionou forte cisalhamento do vento sobre o sistema. O anticiclone foi embora em 9 de julho, permitindo que a circulação de baixo nível se mova sob a convecção persistente para o noroeste. Com a expansão da cobertura da atividade de tempestades, o sistema foi declarado Depressão Tropical Um-C pelo CPHC às 06:00 UTC em 10 de julho. Movendo-se para o oeste sob a influência de uma forte crista ao norte, a depressão lentamente fortaleceu-se na tempestade tropical Halola no início de 11 de julho. Depois de intensificar para atingir ventos de 97 km/h (60 mph), um ligeiro aumento no cisalhamento do vento impediu um maior fortalecimento. Mantendo essa intensidade, Halola cruzou a Linha Internacional de Data para a bacia do Pacífico Ocidental no final de 12 de julho, e entrou na área de responsabilidade da Agência Meteorológica do Japão.

### Tempestade tropical Iune
Uma área fraca de baixa pressão foi identificada pela primeira vez no vale das monções ao sudeste do Havaí em 2 de julho. Ele derivou de oeste para noroeste, gradualmente se tornando melhor definido conforme a atividade da tempestade aumentou e se separou do vale das monções; por volta das 06:00 UTC em 10 de julho, havia organização suficiente para declará-la uma depressão tropical. O pequeno tamanho do ciclone o tornou especialmente suscetível a ventos moderados de altos níveis, e não se intensificou para a tempestade tropical Iuna até as 18:00. UTC em 11 de julho, quando a convecção profunda persistiu perto do centro. Nenhuma intensificação adicional ocorreu em meio a um leve cisalhamento do vento do sul, e Iune enfraqueceu para uma depressão tropical por volta das 18:00 UTC em 12 de julho enquanto se movia para oeste-sudoeste. Depois de ficar sem atividade de tempestade por 18 horas, a tempestade degenerou para um mínimo remanescente por volta das 12:00 UTC no dia seguinte. O ciclone pós-tropical moveu-se para oeste através do Pacífico Central antes de finalmente se dissipar por volta das 12:00 UTC em 17 de julho.

### Furacão Dolores
Uma onda tropical em direção ao oeste cruzou a América Central e entrou no Pacífico Oriental em 9 de julho Em 11 de julho, o sistema foi declarado Depressão Tropical Five-E, embora localizado a cerca de 345 mi (555 km) ao sul-sudeste de Acapulco, México. Em meio a cisalhamento moderado do vento noroeste, a depressão gradualmente fortaleceu-se na tempestade tropical Dolores e atingiu o status de furacão em 13 de julho À medida que Dolores se movia quase paralelamente à costa do México, o cisalhamento sobre o sistema diminuía, permitindo uma explosão de rápida intensificação. Dolores atingiu o pico como furacão categoria 4 com ventos de 210 km/h (130 mph) e uma pressão mínima de 946 mbar (hPa; 27,94 inHg) no início de 15 de julho No entanto, conforme Dolores se aproximava da Ilha de Socorro, o ciclone passou por um ciclo de substituição da parede do olho e começou a enfraquecer continuamente. A tempestade permaneceu potente enquanto passava pela Ilha de Socorro, com uma estação meteorológica automatizada na ilha registando ventos com a força de um furacão. Apesar de completar o ciclo em 16 de julho, Dolores mudou para temperaturas mais frias da superfície do mar e, portanto, continuou sua tendência de enfraquecimento. Pela manhã de 17 de julho, Dolores havia se deteriorado para uma tempestade tropical e, eventualmente, degenerado em um remanescente pós-tropical baixo cerca de 300 mi (480 km) a oeste da costa da Baja California no dia seguinte. A baixa remanescente curvou-se lentamente para o sul e se dissipou em 22 de julho bem a oeste de San Diego, Califórnia.
A humidade que se estendeu dos restos da tempestade trouxe chuvas e tempestades recordes para o sul da Califórnia ; recorde de precipitação mensal total inclui 43 mm (1.70 in) em San Diego, 33 mm (1.30 in) em Los Angeles e 29 mm (1.16 in) em Paso Robles. No sopé e nas montanhas do leste do condado de San Diego, as chuvas ultrapassaram 100 mm (4 in). Isso teve o efeito de ajudar os bombeiros a conter o Fogo do Norte, mas também resultou em fluxos de destroços e deslizamentos de rochas que danificaram cerca de 90 casas e carros submersos. O rio San Diego atingiu níveis de 8.9 ft (2.7 m) - logo abaixo do estágio de inundação - e transbordou suas margens em algumas áreas.  Enchentes ocorreram em Moreno Valley, Perris, e La Mesa, enquanto um microburst ocorreu em Tierrasanta. Um haboob também foi registado no Parque Estadual do Deserto de Anza-Borrego. Fortes ventos sopraram sobre um caminhão, bem como postes de energia e linhas na Interestadual 40, perto da fronteira Califórnia-Nevada, obstruindo a estrada em ambas as direções e causando US $ 75.000 em danos. No condado de Kern, um homem de 62 anos foi morto por um raio. Uma ponte ao longo da Interestadual 10 perto do Desert Center foi destruída, ferindo um deles. Danos na ponte foram avaliados em $ 50 milhão. Outra estrada foi inundada por uma enchente repentina, desta vez ao longo da State Route 78 a sudoeste de Cibola, Arizona, com danos totalizando US $ 50.000. Um granizo do tamanho de bolas de golfe foi registado em Bear Valley, no condado de Alpine, danificando um veículo da polícia. As perdas na Califórnia chegaram a $ 50.477 milhão.

### Tempestade tropical Enrique
Uma onda tropical de cerca de 1.150 mi (1.850 km) a sudoeste da ponta da Península de Baja California gerou uma ampla área de baixa pressão em 10 de julho. A circulação da baixa tornou-se cada vez mais bem definida à medida que a onda tropical se afastava do sistema, levando à classificação de Depressão Tropical Seis-E às 12h00. UTC em 12 de julho Organizando-se gradualmente à medida que se arrastava para oeste-noroeste, a depressão intensificou-se para se tornar a tempestade tropical Enrique 18 horas mais tarde. Apesar de estar situado em um ambiente geralmente favorável, o ar seco a noroeste de Enrique entrou em sua circulação, fazendo com que o sistema lutasse para se intensificar. Eventualmente, o sistema atingiu seu pico de intensidade no final de 14 de julho com 80 km/h (50 mph) ventos e pressão mínima de 1.000 mbar (hPa; 29,53 inHg). Posteriormente, o aumento do cisalhamento do vento vertical sudoeste ameaçou expor a circulação de baixo nível, e Enrique começou a enfraquecer em 15 de julho Apesar de se mover em águas mais frias, Enrique manteve sua intensidade nos próximos dois dias, pois começou a desacelerar e virar para o sudoeste sob a influência do furacão Dolores a leste. Durante a tarde de 17 de julho, Enrique enfraqueceu para uma depressão tropical e degenerou para uma depressão remanescente no dia seguinte. Os remanescentes curvaram-se de volta para o leste nos próximos dias, dissipando-se totalmente bem a oeste da Península de Baja California em 22 de julho.

### Tempestade tropical Felicia
Uma onda tropical em direção ao oeste se afastou da África em 7 de julho, cruzando para o Pacífico Leste nove dias depois. O distúrbio era inicialmente desorganizado, com circulação ampla e alongada e convecção intermitente; por volta das 06:00 UTC em 23 de julho, entretanto, adquiriu organização suficiente para ser declarada uma depressão tropical de cerca de 430 mi (695 km) a sudoeste de Baja California. Seis horas depois, a depressão intensificou-se na tempestade tropical Felicia e atingiu o pico de intensidade com ventos de 64 km/h (40 mph) e uma pressão de 1004 mbar (hPa; 29,65 inHg). Os efeitos negativos do cisalhamento, ar seco e águas mais frias começaram a afetar Felicia quase imediatamente, e o ciclone enfraqueceu para uma depressão tropical às 00:00 UTC em 24 de julho. Toda a convecção associada à tempestade dissipou-se às 18:00 UTC naquele dia, marcando a degeneração de Felicia em uma baixa remanescente 545 mi (880 km) a oeste da ponta sul da Baja California. A baixa virou para oeste e sudoeste antes de abrir em uma depressão em 28 de julho.

### Depressão tropical Eight-E
Uma onda tropical acompanhada por chuvas e tempestades entrou no Oceano Pacífico Oriental em 19 de julho. Seguindo continuamente para o oeste, a onda formou uma área de baixa pressão no meio do Pacífico Oriental em 27 de julho Virando ligeiramente para o oeste-noroeste, a baixa intensificou-se lentamente para a Depressão Tropical Oito-E seis horas depois. No entanto, o forte cisalhamento do vento norte-noroeste impediu que se intensificasse em uma tempestade tropical. À medida que o Eight-E se movia para um ambiente mais seco, ele falhou em sustentar uma convecção profunda perto de seu centro e, eventualmente, degenerou em um ponto baixo remanescente no final de 29 de julho. Os remanescentes do Oito-E continuaram seguindo na direção oeste e se abriram em uma depressão em 1 de agosto poço a leste-sudeste do Havaí.

### Furacão Guillermo
Um distúrbio tropical bem ao sul da Península de Baja California ganhou organização suficiente para ser declarada Depressão Tropical Nove-E em 29 de julho. Localizada em um ambiente de baixo cisalhamento do vento, altas temperaturas da superfície do mar e humidade abundante, as condições eram muito favoráveis para o fortalecimento, permitindo que o Nove-E se intensificasse na tempestade tropical Guillermo apenas seis horas depois. Continuando a intensificar-se rapidamente enquanto segue continuamente para o oeste-noroeste, Guillermo se tornou um furacão de apenas 36 horas após sua formação, e eventualmente atingiu o pico de intensidade com ventos de 180 km/h (110 mph) e uma pressão de 967 mbar (hPa; 28,56 inHg) - uma categoria forte 2 furacões. Guillermo enfraqueceu um pouco depois, mas permaneceu na força da Categoria 2 ao cruzar 140 ° W no Pacífico Central no final de 1 de agosto. No entanto, conforme Guillermo se aproximava do Havaí, o aumento do cisalhamento do vento sudoeste começou a enfraquecer o ciclone, e Guillermo acabou se degradando em uma tempestade tropical em 3 de agosto. Balançando em direção ao oeste-noroeste após uma quebra na crista subtropical, Guillermo enfraqueceu ainda mais para uma depressão tropical em 7 de agosto, localizado 90 mi (150 km) ao norte de Maui. Não muito depois, Guillermo degenerou para uma baixa pós-tropical e se dissipou totalmente em 9 de agosto.
Em 6 de agosto, parte da humidade de Guillermo foi trazida para o norte da Califórnia e a área da baía de São Francisco pela corrente de jato, trazendo raras tempestades com raios secos para essas áreas durante a noite.

### Furacão Hilda
Uma onda tropical atrás de Guillermo gerou uma área de baixa pressão bem definida bem a oeste do México, que se tornou a Depressão Tropical Ten-E em 5 de agosto. A depressão intensificou-se na tempestade tropical Hilda no dia seguinte. Em meio a cisalhamento moderado do vento nordeste e águas quentes, Hilda gradualmente fortaleceu-se em um furacão em 7 de agosto enquanto se move continuamente para o oeste. A rápida intensificação ocorreu depois disso, à medida que o cisalhamento diminuía e um pequeno núcleo interno se desenvolvia, e o Hilda se tornou um grande furacão pouco antes de entrar no Pacífico Central. Continuando a se intensificar rapidamente, Hilda finalmente atingiu seu pico de intensidade como uma furacão categoria 4 no final de 8 de agosto, possuindo 233 km/h (145 mph) ventos sustentados e pressão mínima de 937 mbar (hPa; 27,67 inHg). Hilda, então, mudou-se para águas um pouco mais frias e para um ambiente mais seco, resultando em uma tendência de enfraquecimento que viu Hilda cair abaixo do status de grande furacão no final de 9 de agosto Os próximos dois dias viram Hilda virar para noroeste e desacelerar enquanto contornava a parte sudoeste de uma cordilheira subtropical. Enfraquecimento continuou e acelerou em 10 de agosto-11 quando a corrente de jato subtropical sobre o Havaí infligiu forte cisalhamento do vento sobre Hilda, expondo a circulação de baixo nível. Sob a influência da forte corrente de jato de oeste e dos ventos alísios de leste, Hilda tornou-se quase estacionária, pois caiu rapidamente abaixo da força do furacão em 12 de agosto. A convecção sobre Hilda se dissipou principalmente em 13 de agosto, e o sistema mais raso começou a seguir para oeste-sudoeste. Hilda degenerou em uma baixa remanescente ao sul do Havaí em 14 de agosto, depois de trazer fortes chuvas para a Ilha Grande.

### Depressão tropical Onze-E
Uma ampla área de baixa pressão em torno de 485 mi (780 km) ao sul-sudoeste de Cabo San Lucas organizado na Depressão Tropical Onze-E em 16 de agosto. Movendo-se em uma trajetória de noroeste para oeste-noroeste, o ciclone não se intensificou devido à sua grande circulação e entrou em uma área de condições desfavoráveis no final de 17 de agosto. O cisalhamento sudeste, a entrada de ar seco e as águas mais frias fizeram com que a depressão perdesse sua convecção profunda e eventualmente degenerasse em uma baixa remanescente em 18 de agosto. A baixa virou para o norte-noroeste e se dissipou dois dias depois por volta de 980 mi (1.575 km) a oeste de Punta Eugenia.

### Furacão Loke
Uma depressão de baixo nível se desenvolveu ao longo da Zona de Convergência Intertropical a sudeste do Havaí em 13 de agosto Ele se fundiu com os restos do furacão Hilda no vale das monções em 18 de agosto, e continuou a oeste com rajadas intermitentes de convecção. Uma dessas explosões separou uma circulação bem definida do vale das monções e puxou-a para o nordeste, levando à formação de uma depressão tropical por volta das 00h00. UTC em 21 de agosto, que se tornou a tempestade tropical Loke mais tarde naquele dia. Um vale próximo de nível superior restringiu o escoamento da tempestade logo após a formação, fazendo com que ela enfraquecesse brevemente para uma depressão tropical no início de 22 de agosto enquanto se movia de forma ondulante. No entanto, à medida que Loke acelerou para o nordeste com o vale posicionado a noroeste, o ambiente de nível superior tornou-se mais favorável e o sistema recuperou a força da tempestade tropical no início de 23 de agosto. Desenvolvendo um olho cheio de nuvens, Loke atingiu a intensidade do furacão por volta das 18:00 UTC em 24 de agosto, simultaneamente com pico de ventos de 121 km/h (75 mph) e uma pressão de 985 mbar (hPa; 29,09 inHg). Posteriormente, Loke foi mais uma vez atrapalhado pela mencionada calha próxima, que serviu para fornecer forte cisalhamento do vento sobre o sistema e puxá-lo para o norte. O ciclone enfraqueceu para uma tempestade tropical no final de 25 de agosto quando passou pela transição extratropical, antes de ser rapidamente puxado para o noroeste para a circulação de uma grande baixa extratropical (anteriormente Tufão Atsani ) por volta das 00h00 UTC em 27 de agosto.

### Furacão Kilo
A perturbação que se tornaria Kilo foi notada pela primeira vez pelo CPHC dentro de um vale em 17 de agosto, localizado 1.150 mi (1.850 km) a sudeste da Ilha Grande do Havaí. A perturbação produziu atividade intermitente de tempestade, uma vez que saiu do vale em 19 de agosto-20. Uma crista de nível médio direcionou o distúrbio na direção oeste-noroeste, ao mesmo tempo em que conferia cisalhamento do vento leste sobre o sistema, servindo para evitar que o distúrbio se organizasse. Eventualmente, o cisalhamento diminuiu à medida que a crista enfraqueceu, e a perturbação tornou-se uma depressão tropical com convecção perto do centro de circulação em 22 de agosto. Durante os próximos dois dias, a depressão virou para o noroeste e depois para o norte ao redor da extremidade oeste da crista enfraquecida, enquanto permanecia bastante fraca e desorganizada. Em 26 de agosto, entretanto, o desenvolvimento de uma nova crista direcionou a depressão para o sudoeste e fez com que o cisalhamento do vento remanescente diminuísse. Isso levou à intensificação da depressão para a tempestade tropical Kilo às 18:00 UTC conforme o sistema se aproximava do Atol Johnston. Avisos de tempestade tropical foram emitidos para o atol quando Kilo passou dentro de 35 mi (55 km) ao norte por volta das 00:00 UTC em 28 de agosto.
Em meio a altas temperaturas da superfície do mar e baixo cisalhamento vertical do vento, Kilo começou a se fortalecer rapidamente enquanto era dirigido para o oeste por uma cordilheira de nível médio, atingindo o status de furacão em 29 de agosto Nos próximos 24 horas, Kilo rapidamente se aprofundou em uma furacão categoria 4, com ventos quase dobrando de 121 km/h (75 mph) a 230 km/h (140 mph). O quilo atingiu seu pico de intensidade no final desta fase de fortalecimento, com a pressão central caindo para 940 mbar (hPa; 27,76 inHg). Nessa época, Kilo foi um dos três furacões da categoria 4 intensidade abrangendo as bacias do Pacífico Oriental e Central, a primeira ocorrência desse tipo na história registada. A partir daí, ocorreu uma leve tendência de enfraquecimento, com quilo caindo para a categoria 3 status no final de 30 de agosto. Virando-se para o noroeste através de uma fenda na crista, Kilo manteve sua intensidade durante os próximos dias ao se aproximar da Linha Internacional de Data. Entre 12h00 UTC e 18:00 UTC em 1 de setembro, Kilo cruzou a Linha de Data e entrou na jurisdição da Agência Meteorológica do Japão, tornando -se simultaneamente um tufão. Kilo continuou como um ciclone tropical até 10 de setembro quando se dissipou perto das Ilhas Curilas ocidentais da Rússia, tendo atravessado mais de 4.000 mi (6.400 km) de seu ponto de gênese ao sul das ilhas do Havaí.

### Furacão Ignacio
Em 25 de agosto, um sistema de baixa pressão organizado na Depressão Tropical Twelve-E, antes de se transformar na Tempestade Tropical Ignacio mais tarde naquele dia. Ignacio inicialmente mudou-se para oeste-noroeste, representando uma ameaça para o Havaí. Em 26 de agosto, Ignacio se tornou um furacão enquanto continuava sua jornada em direção ao Havaí. Nos dias seguintes, Ignacio lutou para se intensificar enquanto era impactado por um vento moderado. Com a redução do cisalhamento do vento, Ignacio foi capaz de se intensificar rapidamente para o status de grande furacão em 29 de agosto. Nessa época, a Ilha Grande do Havaí foi colocada sob vigilância de tempestade tropical, pois a ilha começou a sentir os efeitos das ondas altas. Ignacio continuou a se intensificar rapidamente conforme virou para o noroeste e se afastou do Havaí, atingindo o pico de intensidade na categoria 4 status com ventos de 233 km/h (145 mph) e uma pressão central mínima de 942 mbar (hPa; 27,82 inHg) em 30 de agosto.  Ignacio também foi uma das três categorias simultâneas 4 furacões do Pacífico a leste da Linha Internacional de Data junto com Kilo e Jimena, a primeira ocorrência desse tipo na história registada.
Após atingir o pico de intensidade, Ignacio começou a enfraquecer à medida que o cisalhamento do vento sudoeste aumentava. O sistema enfraqueceu com força de tempestade tropical à meia-noite de 2 de setembro bem ao norte do Havaí, mas logo foi capaz de recuperar o status de furacão enquanto passava por águas anormalmente quentes e experimentava uma breve trégua no cisalhamento do vento. Continuando a rastrear para o norte ao longo da redução das temperaturas da superfície do mar, Ignacio enfraqueceu e se transformou em uma tempestade tropical pela última vez em 3 de setembro, e tornou-se pós-tropical no dia seguinte. Os remanescentes de Ignacio continuaram ao norte através do Pacífico, antes de virar para o leste-nordeste em direção ao oeste do Canadá em 6 de setembro Em 8 de setembro, os remanescentes extratropicais de Ignacio foram absorvidos por uma frente fria, centenas de quilômetros ao sul do Alasca.

### Furacão Jimena
Uma área de baixa pressão que se move para o oeste se organizou em uma depressão tropical em 26 de agosto, cerca de 735 mi (1.185 km) ao sudoeste de Manzanillo, México. Movendo-se sobre águas muito quentes e localizada em um ambiente de baixo cisalhamento e humidade abundante, a depressão fortaleceu-se continuamente, tornando-se a tempestade tropical Jimena em 27 de agosto Jimena logo desenvolveu um núcleo interno estreito, com o raio de ventos máximos estendendo-se por apenas 40 mi (65 km) do centro. Isso permitiu que Jimena se aprofundasse de forma explosiva nos próximos dois dias - em um período de 48 horas, seus ventos aumentaram em 185 km/h (115 mph). Às 06:00 UTC em 29 de agosto, Jimena atingiu seu pico de intensidade como uma categoria forte 4 furacão, possuindo ventos de 249 km/h (155 mph) e uma pressão barométrica mínima de 932 mbar (hPa; 27,52 inHg). Logo depois, Jimena virou para o oeste-noroeste e passou por um ciclo de substituição da parede do olho. Apesar de enfraquecer ligeiramente, Jimena permaneceu na categoria 4 status, tornando-se assim uma das três categorias simultâneas 4 furacões do Pacífico a leste da Linha Internacional de Data em 30 de agosto - a primeira ocorrência desse tipo.
Em 30 de agosto, Jimena completou o ciclo de substituição da parede do olho e rapidamente recuperou 240 km/h (150 mph) ventos, desta vez com um olho maior de 40-45 mi (65-75 km) diâmetro. No entanto, a ressurgência de águas mais frias sob o furacão e a entrada de ar seco de nível médio na circulação, bem como um segundo ciclo de substituição da parede do olho, resultaram em um enfraquecimento constante a partir do final de 31 de agosto No dia seguinte, Jimena cruzou 140 ° W como furacão categoria 3 e entrou na jurisdição do CPHC. Jimena continuou a enfraquecer lentamente em meio ao resfriamento das temperaturas da superfície do mar e ao aumento do cisalhamento do vento oeste, eventualmente degradando abaixo do status de furacão em 5 de setembro. Curvando para o noroeste, rajadas de convecção mantiveram Jimena como uma tempestade tropical, apesar do cisalhamento do vento oeste superior a 40 km/h (25 mph) fazendo com que o centro de circulação de baixo nível seja exposto. Eventualmente, em 9 de setembro, Jimena enfraqueceu para uma depressão tropical ao virar para oeste-sudoeste em direção às ilhas havaianas. Sucumbindo ao forte cisalhamento, Jimena degenerou em uma baixa remanescente pouco antes de 00:00 UTC em 10 de setembro, aproximadamente 230 mi (370 km) ao norte das ilhas havaianas.

Ao passar ao norte das Ilhas Havaianas em 11 de setembro, os remanescentes de Jimena desviaram os ventos para soprar do sudeste, trazendo ar úmido e instabilidade atmosférica para as encostas voltadas para leste da cordilheira Ko'olau em Oahu. Isso gerou chuvas intensas e prolongadas que levaram a inundações repentinas localizadas, agravadas pelos solos saturados de eventos anteriores de chuva. Avisos de inundação foram emitidos no início de 11 de setembro e foram cancelados na manhã seguinte. A inundação do riacho Waikane forçou a rodovia Kamehameha a fechar por algumas horas, reabrindo apenas à noite. Um pico de precipitação total em Oahu de 238 mm (9.37 in) foi gravada em Moanalua.

### Tempestade tropical Kevin
Uma onda tropical cruzou a América Central em 25 de agosto. Embora inicialmente produzisse apenas rajadas de convecção transitórias, a organização lenta do recurso levou à formação de uma depressão tropical por volta das 18:00. UTC em 31 de agosto enquanto localizado bem ao sul de Baja California. Dirigido para noroeste e norte-noroeste, o ciclone intensificou-se para a tempestade tropical Kevin às 18:00 UTC no dia seguinte enquanto é atormentado por cisalhamento moderado do vento. Após atingir o pico de intensidade com ventos de 97 km/h (60 mph) e uma pressão de 998 mbar (hPa; 29,47 inHg) em 3 de setembro, um aumento adicional nos ventos de nível superior causou o deslocamento das circulações de nível médio e baixo. Desprovido de convecção profunda, Kevin degenerou para um ponto baixo remanescente por volta das 12:00 UTC em 5 de setembro; a circulação remanescente desviou para noroeste e se dissipou no dia seguinte.

### Furacão Linda
No início de setembro, um aglomerado de nuvens começou a se organizar, tornando-se a Depressão Tropical Quinze-E às 18:00 UTC em 5 de setembro No dia seguinte, a depressão se organizou o suficiente para ser classificada como uma tempestade tropical e recebeu o nome de Linda. O sistema nascente fortaleceu-se rapidamente à medida que se movia em um curso para noroeste, com grandes quantidades de convecção profunda se formando em torno do centro. Apenas 12 horas depois de se tornar uma tempestade tropical, Linda atingiu o status de furacão, e em 7 de setembro, o sistema se tornou uma furacão categoria 2. O fortalecimento de Linda parou depois disso, à medida que o cisalhamento do vento aumentou ligeiramente e o ar seco se intrometeu no núcleo interno de Linda. No dia seguinte, no entanto, Linda novamente intensificou rapidamente, desta vez para uma categoria forte 3 furacões com ventos de 201 km/h (125 mph) e uma pressão mínima de 950 mbar (hPa; 28,05 inHg). A partir de 9 de setembro em diante, Linda enfraqueceu rapidamente à medida que se mudou para uma área de ar seco e estável e com temperaturas decrescentes da água, tornando-se um remanescente baixo menos de uma semana após a formação. Os restos de Linda diminuíram de velocidade enquanto viravam para o oeste-noroeste e depois voltavam para o leste antes de se dissiparem em 14 de setembro.
Grandes quantidades de vapor d'água puxadas para o norte de Linda trouxeram tempestades a partes da Califórnia no início de 10 de setembro. Inundações e deslizamentos de rochas levaram ao fechamento de várias estradas. Uma pessoa se afogou na Floresta Nacional de San Bernardino. A humidade remanescente de Linda com uma frente fria fraca também causou fortes chuvas recordes em Los Angeles em 15 de setembro, com três resgates rápidos na água e cerca de 51 mm (2 in) de chuva na Bacia de Los Angeles. As perdas no estado chegaram a US $ 2,1 milhão. A humidade de Linda também catalisou a formação de tempestades espalhadas por Utah em 14 de setembro, dando origem a dois grandes incidentes de inundação repentina que se tornaram o evento de inundação mais mortal na história de Utah, com 21 pessoas mortas. A primeira enchente, ocorrida perto de Hildale, varreu dois veículos que transportavam um total de 16 pessoas enquanto observavam a enchente, matando 13 delas. Outra morte ocorreu quando um homem foi arrastado pela enchente enquanto cruzava por estradas de terra remotas. A segunda inundação repentina ocorreu no Keyhole Canyon no Parque Nacional de Zion, causando a morte de sete canionistas na área. Os danos totais no condado de Washington, Utah, chegaram a US $ 750.000, enquanto as inundações a jusante causaram outros US $ 500.000 de danos na cidade de Colorado, Arizona. As tempestades também causaram alguns danos espalhados pelo Arizona, com perdas chegando a US $ 206.000.
De acordo com a San Jose State University, os restos de Linda podem ter contribuído para a gravidade do incêndio no Vale.

### Tempestade tropical Malia
Um vale se formou perto da parte oriental do Pacífico Central em 9 de setembro. Moveu-se rapidamente para o oeste e lentamente se organizou em uma depressão tropical por volta das 18:00 UTC em 18 de setembro quando uma convecção profunda se formou perto de seu centro. O ciclone nascente moveu-se para o nordeste após a formação, dirigido entre uma crista a seu nordeste e um vale a seu noroeste. Fortes ventos de nível superior atormentaram o sistema ao longo de sua duração, mas a depressão, no entanto, intensificou-se na tempestade tropical Malia por volta das 00:00 UTC em 21 de setembro e atingiu o pico de intensidade com ventos de 80 km/h (50 mph) e uma pressão de 992 mbar (hPa; 29,29 inHg) doze horas depois. Malia virou para noroeste sob a influência crescente do vale superior, que simultaneamente aumentou o cisalhamento do vento sobre o ciclone. Depois de não ter convecção profunda por várias horas, a tempestade degenerou para um ponto baixo remanescente por volta das 18:00 UTC em 22 de setembro O ciclone pós-tropical moveu-se para o norte antes de ser absorvido por uma baixa extratropical sobre o centro-norte do Pacífico no dia seguinte.

### Depressão tropical Dezasseis-E
Uma onda tropical ganhou organização suficiente para ser declarada Depressão Tropical Dezasseis-E em 20 de setembro. Localizada em um ambiente de forte cisalhamento ao sul, a depressão não conseguiu se intensificar para uma tempestade tropical. No dia seguinte, o sistema fortemente cisalhado atingiu a Baja California, depois na Isla Tiburon e,  finalmente, em Sonora, no México. Ele se dissipou poucas horas depois, com seus remanescentes afetando partes do Arizona e do Novo México.
As fortes chuvas generalizadas na Baja California e Sonora causaram fortes inundações. Estimativas de danos preliminares em El Fuerte, Sinaloa, chegaram a 300 milhões de pesos (US $ 17,7 milhão). A baixa remanescente trouxe humidade considerável para o sudoeste do deserto e, mais tarde, combinada com outros sistemas para produzir inundações nas Grandes Planícies e no meio-oeste superior. No Arizona, fortes tempestades ocorreram nos condados de Graham e Pima, resultando em US $ 7.000 em danos materiais. A precipitação perto de Safford totalizou até 100 mm (4 in), enquanto granizo e ventos soprando para 60 mph (97 km/h) foram registados na Base da Força Aérea Davis-Monthan. Além disso, um tornado EF0 pousou brevemente no condado adjacente de Cochise. Inundações repentinas perto do local de quartzo forçaram o fechamento da rota 95 do estado do Arizona e causaram US $ 5.000 em danos, enquanto as inundações em Scottsdale causaram US $ 25.000 em danos. Enquanto isso, no Novo México, as chuvas em Roswell chegaram a 76 mm (3 in). Uma pessoa se afogou ao longo do Rio Grande, no Novo México. Em Albuquerque, as tempestades derrubaram árvores e inundaram várias ruas. Os danos materiais no Novo México chegaram a US $ 85.000.

### Tempestade tropical Niala
Em 20 de setembro, um distúrbio tropical foi identificado a sudeste do Havaí, movendo-se para oeste ao sul da crista subtropical. A perturbação se organizou lentamente e tornou-se a Depressão Tropical Seis-C em 25 de setembro. O sistema foi atualizado para a tempestade tropical Niala logo depois, enquanto se dirigia para oeste-noroeste em direção ao Havaí, solicitando a emissão de um alerta de tempestade tropical para a Ilha Grande. Apesar de se mover sobre águas muito quentes, um sistema de baixa pressão de nível médio a alto, bem a nordeste das ilhas havaianas, infligiu cisalhamento moderado do vento sobre Niala, fazendo com que lutasse para se intensificar. Eventualmente, às 18:00 UTC em 26 de setembro, Niala atingiu o pico de intensidade com ventos de 105 km/h (65 mph) e uma pressão central de 992 mbar (hPa; 29,29 inHg). Os efeitos prejudiciais do cisalhamento do vento logo começaram a aparecer quando Niala diminuiu a velocidade e virou para o oeste, longe do Havaí, com a circulação de baixo nível sendo exposta quando as tempestades foram cortadas no leste. Em 28 de setembro, Niala enfraqueceu para uma depressão tropical e se tornou uma baixa pós-tropical em 29 de setembro O ciclone raso remanescente virou para sudoeste sob a influência dos ventos alísios de baixo nível, dissipando-se em 1 de outubro.

### Furacão Marty
Uma onda tropical, cuja porção norte levou à formação da Depressão Tropical Nove do Atlântico, emergiu na costa oeste da África em 10 de setembro. Dirigida firmemente para o oeste, a onda entrou no Pacífico Leste, onde a convecção profunda se aglutinou em torno de um centro bem definido; isso levou à formação de uma depressão tropical de cerca de 335 mi (535 km) a sudoeste de Acapulco, México às 18:00 UTC em 26 de setembro. A depressão intensificou-se na tempestade tropical Marty seis horas depois, à medida que avançava para o norte. Em meio a um ambiente propício para o fortalecimento, Marty atingiu a intensidade do furacão às 12:00 UTC em 28 de setembro e atingiu o pico de intensidade com ventos de 130 km/h (80 mph) e uma pressão de 987 mbar (hPa; 29,15 inHg) logo em seguida. O cisalhamento do vento aumentou abruptamente após a intensidade do pico, fazendo com que o ciclone enfraquecesse rapidamente; foi rebaixado para uma tempestade tropical às 06:00 UTC em 29 de setembro e degenerou em uma baixa remanescente um dia depois. A baixa acabou se dissipando ao sul da costa do México em 4 de outubro.
Fortes chuvas e inundações dos remanescentes de Marty renderam 35.000 pessoas desabrigadas em Sonora. Inundação em Guaymas danificou 800 casas e 400 veículos; três pessoas sofreram ferimentos. Danos na cidade chegaram a 500 milhões de pesos (US $ 30 milhão). As chuvas de Marty também causaram vários deslizamentos de terra em Guerrero, bem como inundações que danificaram 300 casas a oeste de Acapulco e duas feridas.

### Furacão Oho
Em uma ocorrência incomum, característica dos anos do El Niño, um distúrbio lento se separou de um vale de monções ao sudeste do Havaí e se tornou a Depressão Tropical Sete-C em 3 de outubro. O sistema se tornou a tempestade tropical Oho logo depois, pois seguia para o leste-nordeste. Sob cisalhamento do vento sudoeste, Oho falhou em se intensificar no dia seguinte ou depois enquanto se movia erraticamente, eventualmente se estabelecendo em um caminho geralmente para o nordeste. Em 5 de outubro, a convecção finalmente começou a cobrir o centro de circulação de baixo nível, permitindo que Oho se fortalecesse. Seguindo a melhoria da estrutura da tempestade, visto em imagens de satélite infravermelho e de microondas, o CPHC declarou Oho como um furacão às 12:00 UTC em 6 de outubro. Acelerando para nordeste, Oho atingiu o pico de intensidade como uma categoria forte 2 furacões em 7 de outubro, com ventos de 180 km/h (110 mph) e uma pressão mínima de 957 mbar (hPa; 28,26 inHg). Imediatamente depois, a combinação de cisalhamento do vento sudoeste e temperaturas mais frias da superfície do mar fez com que Oho começasse uma tendência de enfraquecimento. Oho mudou para um ciclone extratropical às 12:00 UTC em 8 de outubro enquanto seus ventos caíam abaixo da força de um furacão. O remanescente extratropical de Oho mais tarde recuperou ventos com força de furacão devido à forte baroclinicidade, antes de se mover sobre o Alasca em um estado enfraquecido em 10 de outubro e se dissipando algumas horas depois.

### Depressão tropical Oito-C
Em 30 de setembro, um distúrbio tropical desenvolvido a partir de um vale de monções bem a leste da Linha Internacional de Data. Naquela época, o sistema era de cerca de 1.035 mi (1.665 km) a sudoeste do Havaí. Organizando-se lentamente nos dias seguintes, o CPHC começou a emitir avisos sobre o sistema em 3 de outubro e designou-o como Depressão Tropical Eight-C. Pouco depois, entretanto, o aumento do cisalhamento do vento do sul evitou que a tempestade se intensificasse para uma tempestade tropical e causou o colapso de sua convecção. Com a circulação de baixo nível sendo deslocada para o sul da convecção que se dissipava rapidamente, o CPHC emitiu seu parecer final no dia seguinte. Os remanescentes do Oito-C vagaram lentamente para oeste-noroeste, cruzando a Linha de Data em 6 de outubro e se dissipando algumas horas depois. A Agência Meteorológica do Japão, no entanto, manteve o sistema remanescente como uma depressão tropical quando cruzou a Linha de Data.

### Tempestade tropical Nora
Uma onda tropical partiu da costa da África em 19 de setembro, eventualmente atravessando a América Central em 3 de outubro. O sistema se organizou uma vez no leste do Pacífico, tornando-se uma depressão tropical por volta das 12:00 UTC de 9 de outubro e intensificando-se para a tempestade Tropical Nora 12 horas depois. Movendo-se ao longo de uma faixa oeste-noroeste, o ciclone entrou no Pacífico Central em 11 de outubro, onde condições ambientais favoráveis permitiram que ele atingisse o pico com ventos de 110 km/h e uma pressão mínima de 993 mbar (hPa; 29.32 inHg), pouco antes da força do furacão. Os ventos de nível superior logo se tornaram hostis, fazendo com que o sistema se enfraquecesse para uma depressão tropical no início de 14 de outubro, degenerando para uma baixa remanescente no final do dia seguinte, e finalmente dissipando-se a sudeste do Havaí por volta das 00:00 UTC de 16 de outubro.
Os remanescentes de Nora trouxeram fortes chuvas para as encostas de barlavento das ilhas havaianas em 16-17 de outubro. A precipitação total de 3-6 polegadas (80-200 mm) causou pequenas enchentes na Grande Ilha, Oahu, e Maui. Na Grande Ilha, o excesso de escoamento superficial forçou brevemente o fechamento de uma porção da rodovia 19.

### Furacão Olaf
Uma ampla área de baixa pressão formou-se bem ao sul do México no final de 9 de outubro. No início, mostrou alguns sinais de organização, mas a convecção associada ao sistema logo diminuiu à medida que seguia para oeste. O sistema se reorganizou, e em 15 de outubro, ele ganhou organização suficiente para ser designado como depressão Tropical dezenove-E. A depressão se organizou muito lentamente devido à sua circulação alongada, e só se tornou uma tempestade tropical dois dias depois, sobre a qual o NHC o nomeou Olaf. Logo depois, Olaf começou a intensificar rapidamente em meio a condições ambientais muito favoráveis e se tornou um furacão em 18 de outubro, com sinais de um olho começando a aparecer dentro de um pequeno centro denso nublado. Localizado a apenas 9,3°N, quebrou o recorde de formação de furacões de latitude mais baixa na bacia do Pacífico Oriental desde que registros confiáveis começaram em 1971. A taxa de intensificação do Olaf aumentou ainda mais de um dia para o outro e, no dia seguinte, o Olaf tornou-se um grande furacão com um olho bem definido. A 9,8 ° N, ele também quebrou o recorde para a menor latitude da formação de grandes furacões na bacia do Pacífico Oriental. Seis horas depois, o Olaf passou a ser um furacão de categoria 4, o oitavo da temporada. Movendo-se para oeste-noroeste, Olaf atingiu o pico de intensidade com ventos de 240 km/h e uma pressão de 938 mbar (hPa; 27.70 inHg), assim como atravessou a bacia do Pacífico Central.
Depois de manter o pico de intensidade por 12 horas, Olaf enfraqueceu para a categoria 3, Uma vez que passou por um ciclo de substituição da parede do olho e encontrou algum ar seco de nível médio. Embora o olho reaparecesse no Satélite à medida que o ciclo da parede do olho terminava, outro começou enquanto o cisalhamento do vento noroeste aumentava, fazendo com que Olaf enfraquecesse abaixo do status de furacão enquanto estava sendo puxado para o norte por uma passagem. No entanto, o movimento de Olavo para o norte resultou em uma pausa no cisalhamento, permitindo que Olavo reintensificasse a uma intensidade de pico secundário de 195 km/h em 23 de outubro. No dia seguinte, a diminuição das temperaturas da superfície do mar e outro aumento do cisalhamento do vento finalmente começaram a enfraquecer a tempestade para sempre. Apesar de manter um olho irregular até 25 de outubro, um novo aumento no cisalhamento do vento de um Cavado que se aproximava fez com que Olaf se enfraquecesse para uma tempestade tropical, acelerando-a para leste. Em 26 de outubro, Olaf re-entrou no Pacífico Oriental, tornando-se a primeira tempestade no registro para atravessar o Pacífico Central e voltar para o Pacífico Oriental, enquanto ainda um ciclone tropical. A última convecção profunda de Olaf continuou a ser cortada, e o sistema tornou-se pós-tropical em 27 de outubro, enquanto ainda produzia ventos fortes. Os restos rasos de Olavo gradualmente enfraqueceram e voltaram para o sudoeste, antes de dissipar-se em 28 de outubro.

### Furacão Patricia
A depressão Tropical vinte-e formou-se a partir de uma ampla área de baixa pressão ao largo da costa sudoeste do México em 20 de outubro. Apenas lentamente se intensificou no início, tornando-se a tempestade Tropical Patricia mais tarde naquele dia. Entrando em uma atmosfera altamente propícia para o rápido aprofundamento em 21 de outubro, Patricia se organizou rapidamente, e tornou-se um furacão no final daquele dia. Em 22 de outubro, a intensificação explosiva ocorreu, e em apenas 24 horas, Patricia tornou-se um furacão de categoria 5 com ventos de 280 km/h. A taxa de intensificação rivalizou com as do furacão Linda em 1997 e do furacão Wilma em 2005. Patricia, posteriormente, atingiu ventos de 345 km/h e uma pressão central de 872 mbar (hPa; 25.75 inHg), tornando-se o mais forte ciclone tropical já registado no Hemisfério Ocidental, superando o anterior pressão central de registo definido pelo Furacão Wilma e o anterior de 1 minuto sustentado vento recorde de Furacões Allen. Mais tarde, quando se aproximou e mais tarde passou sobre o oeste do México, Patricia enfraqueceu ainda mais rapidamente do que se intensificou; apenas 30 horas depois de atingir o pico de intensidade, foi desclassificado para uma baixa remanescente às 18:00 UTC de 24 de outubro. No entanto, o desembarque de Patricia perto de Cuixmala, Jalisco, como um furacão de categoria 4 com ventos de 240 km/h, ainda era suficiente para se qualificar como o mais forte "landfall" de qualquer furacão do Pacífico.
A perturbação precursora de Patricia trouxe chuvas pesadas para a América Central e partes do México de 18 a 20 de outubro. Aproximadamente 223.000 pessoas foram afetadas por enchentes e seis foram mortas: quatro em El Salvador, uma na Guatemala e uma na Nicarágua. Os danos em Chetumal, México, atingiram 1,4 bilhões de pesos (US$ 85,3 milhões). Como um ciclone tropical, Patricia causou impactos graves quando fez "landfall" em Jalisco, México., matando seis e causando pelo menos 5,4 bilhões de pesos (US$ 325 milhões) em danos. uma fatalidade adicional ocorreu durante as evacuações em Jalisco. Em Emiliano Zapata e Chamela, as aldeias mais afectadas por Patricia, ventos violentos arrancaram telhados, derrubaram postes de energia de concreto e linhas de transmissão, e árvores desfoliadas. As encostas foram deixadas estéreis e a maioria das pequenas estruturas foram severamente danificadas ou completamente destruídas. O setor agrícola do México também sofreu, com 42,000 ha (100,000 ac de culturas afetadas por Patricia, dos quais 15,000 ha (37,000 ac) foram considerados uma perda total. As culturas de papaia, banana e plantain foram as que sofreram mais danos. O baixo número de mortos apesar da intensidade do landfall de Patricia foi creditado ao pequeno tamanho do furacão, a baixa densidade populacional da área do landfall, bem como evacuações eficazes. Os remanescentes da circulação de alto nível de Patricia mais tarde produziram chuvas no Sul do Texas, causando enchentes que deixaram us $52,5 milhões em danos.

### Tempestade tropical Rick
Uma onda tropical saiu da costa ocidental da África em 3 de novembro, entrando no Pacífico Leste cerca de duas semanas depois. A perturbação encontrou uma área de convecção persistente na zona de Convergência Intertropical, eventualmente se aglutinando em uma depressão tropical às 12:00 UTC de 18 de novembro, enquanto estava localizada a 1150 km a sul-sudeste da ponta sul da Baixa Califórnia. Atormentada pelo cisalhamento moderado do vento sul, a depressão lentamente se intensificou para a tempestade Tropical Rick e simultaneamente atingiu o pico de intensidade com ventos de 65 km/h e uma pressão de 1002 mbar (hPa; 29.Às 12: 00 UTC de 19 de novembro. O ciclone não conseguiu se intensificar ainda mais ao seguir para oeste-noroeste em um ambiente seco, enfraquecendo-se para uma depressão tropical por volta das 06:00 UTC de 22 de novembro e degenerando-se ainda mais em uma área de baixa pressão remanescente 12 horas depois. A baixa seguiu para noroeste e, eventualmente, para sudoeste antes de se dissipar no início de 26 de novembro.

### Furacão Sandra
Uma onda tropical que emergiu ao largo da costa oeste da África em 6 de novembro entrou no Pacífico oriental em 21 de novembro. O sistema se organizou e foi classificado como uma depressão tropical em 23 de novembro ao sul do México. As condições ambientais, incluindo altas temperaturas da superfície do mar e baixo cisalhamento do vento, foram muito propícias à intensificação e a tempestade rapidamente se organizou, tornando-se a tempestade Tropical Sandra no início de 25 de novembro. Uma pequena nuvem central densa se desenvolveu no topo da tempestade e Sandra alcançou o status de furacão no início de 25 de novembro após a consolidação de um olho. O furacão atingiu seu pico como um furacão de categoria 4 com ventos de 240 km/h e uma pressão de 934 mbar (hPa; 27.58 inHg) no começo de 26 de novembro. Isso fez de Sandra o furacão mais forte de novembro no Pacífico Nordeste, superando o Furacão Kenneth em 2011. Posteriormente, o aumento do cisalhamento degradou a estrutura do furacão e o enfraquecimento se seguiu. O rápido enfraquecimento ocorreu em 27 de novembro e a circulação de Sandra ficou sem convecção, uma vez que diminuiu para uma tempestade tropical naquela noite. O ciclone degenerou em uma baixa remanescente logo depois e finalmente dissipou-se ao largo da costa de Sinaloa, México, em 29 de novembro.
Como precursora de Sandra atravessou a América Central, produziu chuvas invulgarmente fortes que despoletaram inundações e deslizamentos de terra. Quatro pessoas morreram em vários incidentes relacionados com o sistema: três em El Salvador e um em Honduras. Inicialmente à espera de uma tempestade em aterro, as autoridades do Noroeste do México prepararam equipamento para falhas de energia, escolas fechadas e evacuaram 180 residentes. Os efeitos de Sandra consistiram em grande parte de chuvas leves a moderadas; alguns acidentes de trânsito e deslizamentos de terra resultaram disso, embora os impactos globais foram limitados.

### Depressão tropical Nove-C
Apesar do fim oficial da temporada de furacões cerca de um mês antes, um vento ocidental rebentou nas águas equatoriais do Pacífico Central, levando ao desenvolvimento de uma perturbação tropical em 27 de dezembro. Movendo-se lentamente para leste, a perturbação permaneceu em um ambiente com anormalmente altas temperaturas da superfície do mar e amplo teor de calor oceânico associado com o evento El Niño em curso, permitindo tempestades no sistema para se desenvolver e persistir. Virando para o norte, o sistema formou uma circulação fechada de baixo nível e continuou a se organizar lentamente. Às 00:00 UTC de 31 de dezembro, Depressão Tropical Nove-C formado a muito baixa latitude de 2,2 °N. Movendo-se lentamente para o oeste, Nove-C nunca chegou a força de uma tempestade tropical, devido à sua proximidade da linha do equador e a presença de ventos vertical de cisalhamento de 20 nós sobre o sistema, deixando a temporada de 2015 uma tempestade a menos que o registo de 1992. Como a convecção dentro e em torno da depressão foi rapidamente reduzida para oeste, a depressão foi incapaz de se sustentar e foi rebaixada para uma baixa remanescente às 00:00 UTC de 1 de janeiro de 2016, marcando o fim de uma temporada de furacões no Pacífico mais tardio. A baixa remanescente dissipou-se mais tarde naquele dia.

## Nomes de tempestade
Os nomes a seguir foram usados para nomear as tempestades que se formaram no Oceano Pacífico Oriental dentro da área de responsabilidade do Centro Nacional de Furacões Esta é a mesma lista usada na temporada de 2009.
| - Andres - Blanca - Carlos - Dolores - Enrique - Felicia - Guillermo - Hilda | - Ignacio - Jimena - Kevin - Linda - Marty - Nora - Olaf - Patricia | - Rick - Sandra - Terry (sem usar) - Vivian (sem usar) - Waldo (sem usar) - Xina (sem usar) - York (sem usar) - Zelda (sem usar) |

Para tempestades que se formam na área de responsabilidade do Centro de Furacões do Pacífico Central, abrangendo a área entre 140 ° W e a Linha Internacional de Data, todos os nomes são usados em uma série de quatro listas rotativas. Os próximos nove nomes que foram programados para uso são mostrados abaixo. Oito desses nomes foram usados ao longo da temporada. Esta temporada viu mais tempestades nomeadas que se formaram na bacia do Pacífico Central do que qualquer outra temporada registada.
| - Ela - Halola - Iune | - Kilo - Loke - Malia | - Niala - Oho - Pali (sem usar) |

Operacionalmente, acredita-se que Kilo tenha se formado em 20 de agosto e, portanto, recebeu um nome antes de Loke, que se formou em 21 de agosto. A data de formação de Kilo foi mudada para 22 de agosto após a análise pós-tempestade.

### Nomes retirados
Em abril 25, 2016, na 38ª sessão do Comité de Furacões RA IV, a Organização Meteorológica Mundial retirou o nome Patricia devido à sua extrema intensidade, e não será usado novamente para outro furacão no Pacífico. Patricia será substituída por Pamela na temporada de furacões de 2021 no Pacífico.

## Efeitos sazonais
Esta é uma tabela de todas as tempestades que se formaram na temporada de furacões de 2015 no Pacífico. Inclui sua duração, nomes, landfall (s), denotados entre parênteses, danos e totais de mortes. As mortes entre parênteses são adicionais e indiretas (um exemplo de morte indireta seria um acidente de trânsito), mas ainda estavam relacionadas a essa tempestade. Danos e mortes incluem totais enquanto a tempestade foi extratropical, uma onda ou uma baixa, e todos os números de danos estão em 2015 USD.

| Escala de Furacões de Saffir-Simpson |    |    |   |   |   |   |   |
| DT                                   | TS | TT | 1 | 2 | 3 | 4 | 5 |

| Andres                | 28 de maio – junho 4         | Furacão categoria 4 | 230 (145) | 937  | Sudoeste dos Estados Unidos                                                                   | Nenhum          | Nenhum |  |
| Blanca                | 31 de maio – 9 de junho      | Furacão categoria 4 | 230 (145) | 936  | México Ocidental, Península da Baixa Califórnia, Sudoeste dos Estados Unidos                  | $134 milhar     | 4      |  |
| Carlos                | 10 de junho – 17             | Furacão categoria 1 | 150 (90)  | 978  | México Sudoeste, México Ocidental                                                             | $1,04 milhão    | Nenhum |  |
| Ela                   | 8–10 de julho                | Tempestade tropical | 75 (45)   | 1002 | Nenhum                                                                                        | Nenhum          | Nenhum |  |
| Halola                | 10–12 de julho               | Tempestade tropical | 95 (60)   | 998  | Nenhum                                                                                        | Nenhum          | Nenhum |  |
| Iune                  | 10 de julho – 13             | Tempestade tropical | 65 (40)   | 1004 | Nenhum                                                                                        | Nenhum          | Nenhum |  |
| Dolores               | 11-19 de julho               | Furacão categoria 4 | 215 (130) | 946  | México Sudoeste, México Ocidental, Península da Baixa Califórnia, Sudoeste dos Estados Unidos | $50,477 milhões | 1      |  |
| Enrique               | 12-18 de julho               | Tempestade tropical | 85 (50)   | 1000 | Nenhum                                                                                        | Nenhum          | Nenhum |  |
| Felicia               | 23-25 de julho               | Tempestade tropical | 65 (40)   | 1004 | Nenhum                                                                                        | Nenhum          | Nenhum |  |
| Oito-E                | 27-29 de julho               | Depressão tropical  | 55 (35)   | 1006 | Nenhum                                                                                        | Nenhum          | Nenhum |  |
| Guillermo             | 29 de julho – 7 de agosto    | Furacão categoria 2 | 175 (110) | 967  | Havai, Norte da Califórnia                                                                    | Nenhum          | Nenhum |  |
| Hilda                 | 6-14 de agosto               | Furacão categoria 4 | 230 (145) | 937  | Havai                                                                                         | Nenhum          | Nenhum |  |
| Onze-E                | 16-17 de agosto              | Depressão tropical  | 55 (35)   | 1003 | Nenhum                                                                                        | Nenhum          | Nenhum |  |
| Loke                  | 21-26 de agosto              | Furacão categoria 1 | 120 (75)  | 985  | Havai                                                                                         | Nenhum          | Nenhum |  |
| Kilo                  | 22 de agosto – 1 de setembro | Furacão categoria 4 | 220 (140) | 940  | Havai, Johnston Atol                                                                          | Nenhum          | Nenhum |  |
| Ignacio               | 25 de agosto – 5 de setembro | Furacão categoria 4 | 230 (145) | 942  | Havai, Canadá Ocidental                                                                       | Nenhum          | Nenhum |  |
| Jimena                | 26 de agosto – 9 de setembro | Furacão categoria 4 | 250 (155) | 932  | Nenhum                                                                                        | Nenhum          | Nenhum |  |
| Kevin                 | 31 de agosto – 5 de setembro | Tempestade tropical | 95 (60)   | 998  | Península de Baja California, Sudoeste dos Estados Unidos                                     | Nenhum          | Nenhum |  |
| Linda                 | 5-10 de setembro             | Furacão categoria 3 | 205 (125) | 950  | Sinaloa, Oaxaca, Zacatecas, Sudoeste dos Estados Unidos                                       | $3,59 milhões   | 22     |  |
| Malia                 | 18-22 de setembro            | Tempestade tropical | 85 (50)   | 992  | Havai                                                                                         | Nenhum          | Nenhum |  |
| Dezasseis-E           | 20-21 de setembro            | Depressão tropical  | 55 (35)   | 1001 | Península Baja California, Noroeste México, Sudoeste dos Estados Unidos                       | $17,8 milhões   | 1      |  |
| Niala                 | 25-28 de setembro            | Tempestade tropical | 100 (65)  | 992  | Havai                                                                                         | Nenhum          | Nenhum |  |
| Marty                 | 26-30 de setembro            | Furacão categoria 1 | 130 (80)  | 987  | México Sudoeste, México Ocidental                                                             | $30 milhões     | Nenhum |  |
| Oho                   | 3-8 de outubro               | Furacão categoria 2 | 175 (110) | 957  | Canadá Ocidental, Alasca                                                                      | Nenhum          | Nenhum |  |
| Oito-C                | 3-4 de outubro               | Depressão tropical  | 55 (35)   | 1001 | Nenhum                                                                                        | Nenhum          | Nenhum |  |
| Nora                  | 9-15 de outubro              | Tempestade tropical | 110 (70)  | 993  | Nenhum                                                                                        | Nenhum          | Nenhum |  |
| Olaf                  | 15-27 de outubro             | Furacão categoria 4 | 240 (150) | 938  | Nenhum                                                                                        | Nenhum          | Nenhum |  |
| Patricia              | 20-24 de outubro             | Furacão categoria 5 | 345 (215) | 872  | América Central, México, Texas                                                                | $462,8 milhões  | 8 (5)  |  |
| Rick                  | 18-22 de novembro            | Tempestade tropical | 65 (40)   | 1002 | Nenhum                                                                                        | Nenhum          | Nenhum |  |
| Sandra                | 23-28 de novembro            | Furacão categoria 4 | 240 (150) | 934  | América Central, Península da Baixa Califórnia, Noroeste México                               | Minor           | 4      |  |
| Nove-C                | 31 de dezembro               | Depressão tropical  | 55 (35)   | 1001 | Nenhum                                                                                        | Nenhum          | Nenhum |  |
| Agregado da temporada |                              |                     |           |      |                                                                                               |                 |        |  |
| 31 sistemas           | 28 de maio – 31 de dezembro  |                     | 345 (215) | 872  |                                                                                               | $566 milhões    | 40 (5) |  |